# 蔡中
蔡中，為《三國演義》中的虛構人物，在《演義》中與弟蔡和皆是蔡瑁的族弟，隨蔡瑁、張允等降曹操。
蔡瑁被曹操誤殺後，與弟蔡和都被曹操派去東吳處擔任臥底，但被東吳大都督周瑜識破，並將計就計使曹操誤信黃蓋、甘寧欲降曹軍，赤壁开战当晚，甘寧引蔡中深入曹寨，後遭斩于马下。